# Parnopes grandior
Parnopes grandior ist eine Art aus der Familie der Goldwespen (Chrysididae). Sie ist die einzige Art der Gattung in Europa.

## Merkmale
Die Wespen erreichen eine Körperlänge von 8 bis 13 Millimetern. Die Art ist anhand ihrer großen Schuppen am Flügelgelenk (Tegulae) und dem fleischfarbenen Abdomen, das nur basal metallisch grünlich glänzt, gut erkennbar. Männchen haben vier, Weibchen drei sichtbare Tergite.

## Vorkommen
Die Art kommt in Nordafrika und Süd- und Mitteleuropa, östlich bis nach Polen vor. Sie besiedelt Binnendünen und andere große Sandgebiete. Die Tiere fliegen in einer Generation von Juni bis August. Sie sind in Mitteleuropa sehr selten.

## Lebensweise
Parnopes grandior parasitiert die Kreiselwespe (Bembix rostrata) als Metaparasitoid. Das bedeutet, dass die Wirtslarve erst getötet wird, wenn sie sich vollständig entwickelt hat. Die Weibchen von Parnopes grandior können die Nester ihrer Wirte aufgraben und nach der Eiablage auch wieder verschließen, was eine Seltenheit unter den Goldwespen darstellt. Sie gehen dabei äußerst rasch vor. Die Paarung dauert hingegen lange und findet meist auf Blüten statt, deren Nektar  auch aufgenommen wird.

## Belege